# Vorspel
Vorspel ist eine Ortslage in der bergischen Großstadt Solingen. 

## Lage und Beschreibung
Vorspel befindet sich in der Solinger Nordstadt innerhalb des Stadtbezirks Solingen-Mitte. Das Gebiet wird durch eine große Grünanlage dominiert, die sich in einer Talsenke zwischen dem Friedrich-List-Berufskolleg im Norden, der Blumenstraße im Südwesten und der Augustastraße im Südosten befindet, den sogenannten Vorspeler Anlagen. Die Vorspeler Anlagen sind neben dem Technischen Berufskolleg Solingen hauptsächlich von Wohnstraßen mit gründerzeitlicher Bausubstanz umgeben. Am Rand der Vorspeler Anlagen befindet sich die städtische Kindertagesstätte Vorspel.
Benachbarte Orte sind bzw. waren (von Nord nach West): Schlagbaum, Neuenkulle, Kullen, Höfchen, Solingen, Weyersberg, Mangenberg sowie Untenscheidt.

## Etymologie
Die Herkunft des Ortsnamens ist unbekannt. Möglicherweise ist das Suffix -spel von dem Wort Pfuhl für Teich abgeleitet.

## Geschichte
In dem Kartenwerk Topographia Ducatus Montani von Erich Philipp Ploennies, Blatt Amt Solingen, ist der Ort mit einer Hofstelle verzeichnet und als Forſpel benannt. Der Ort gehörte der Außenbürgerschaft Solingen an, die seit dem Mittelalter den ländlichen Außenbezirk der Stadt Solingen umfasste. Die Topographische Aufnahme der Rheinlande von 1824 verzeichnet den Ort als Vorspel. Die Preußische Uraufnahme von 1844 verzeichnet den Ort ebenso als Vorspel. In der Topographischen Karte des Regierungsbezirks Düsseldorf von 1871 ist der Ort erneut als Vorspel verzeichnet.
Nach Gründung der Mairien und späteren Bürgermeistereien Anfang des 19. Jahrhunderts gehörte Vorspel zur Bürgermeisterei Solingen. 

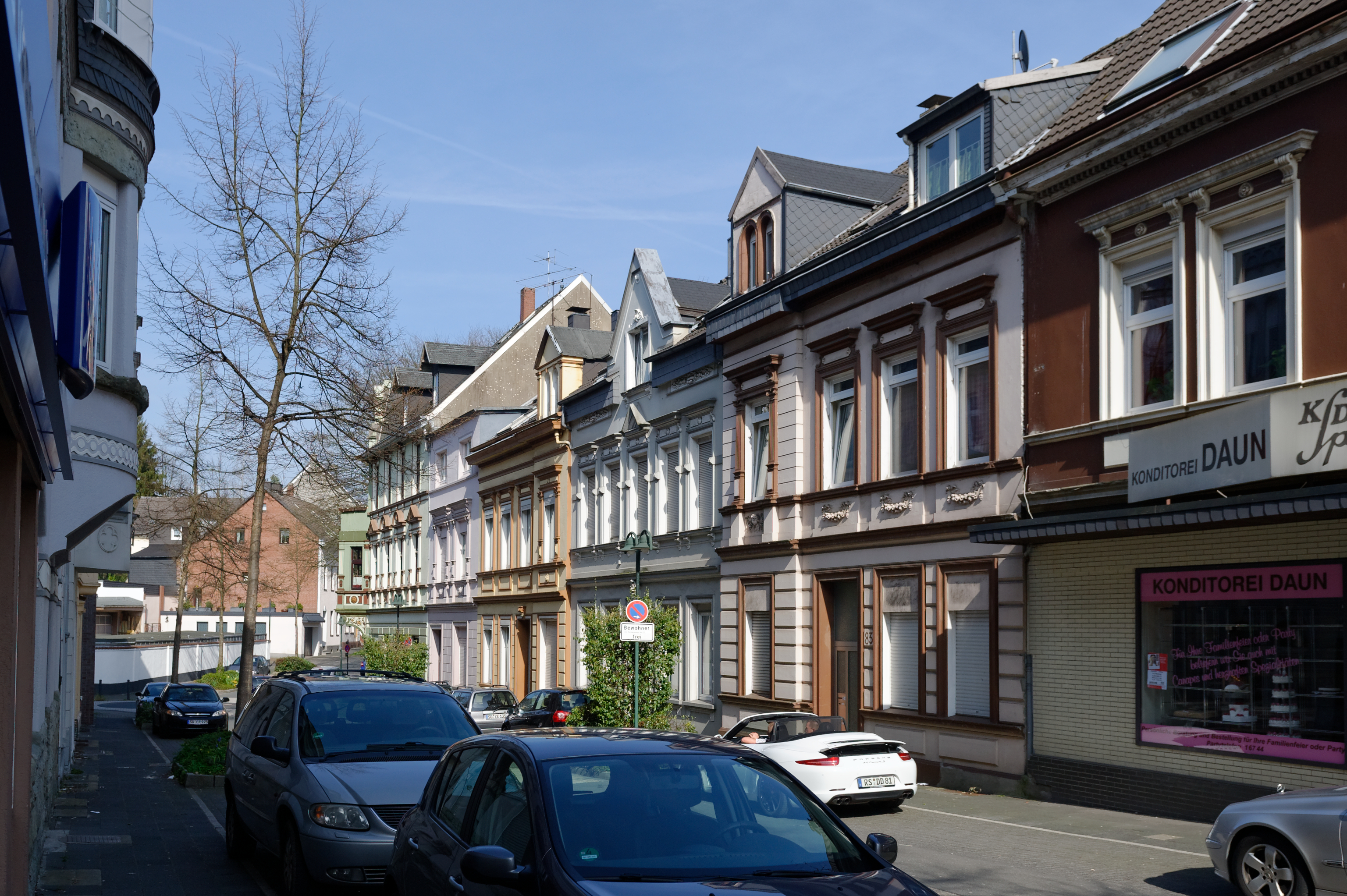
Typischer Straßenzug der Nordstadt, hier die Burgstraße

Vorspel büßte seine solitäre Lage vor den ehemaligen Wällen der Solinger Altstadt am Ende des 19. Jahrhunderts ein und ging innerhalb der nördlichen Stadterweiterung der Stadt Solingen vollständig auf, die vor allem durch die neu angelegten Straßen Burgstraße, Weststraße (heute Klemens-Horn-Straße) und Augustastraße vorangetrieben wurde, die sukzessive bebaut wurden. Nach der deutschen Reichsgründung 1871 entstand die Parkanlage Vorspeler Anlagen inmitten der entstehenden Nordstadt. Die Anlagen umfassten ursprünglich auch einen Teich, der jedoch nach dem Zweiten Weltkrieg trockengelegt wurde. Die Luftangriffe auf Solingen während des Zweiten Weltkriegs zerstörten zwar weite Teile der Solinger Altstadt, die Nordstadt rund um Vorspel war jedoch kaum betroffen, so dass sich dort einige historische Bausubstanz aus der Zeit der nördlichen Stadterweiterung erhalten hat, darunter das heute denkmalgeschützte Gebäude Blumenstraße 92, 94, 96.
Der Ortsname Vorspel ist bis heute an der Stelle der Parkanlage im Solinger Stadtplan verzeichnet.